# Renard (Marc)
 (juin 2023).
Si vous disposez d'ouvrages ou d'articles de référence ou si vous connaissez des sites web de qualité traitant du thème abordé ici, merci de compléter l'article en donnant les références utiles à sa vérifiabilité et en les liant à la section « Notes et références ».
Pour les articles homonymes, voir Renard.
Le Renard ou Renard bleu-noir (Blauschwarzer Fuchs  en allemand) est une œuvre peinte de style expressionniste réalisée par Franz Marc en 1911 représentant un renard endormi sous un arbre. Peinture à l'huile sur châssis entoilé de 50 × 63,5 cm, elle est conservée à Wuppertal, au musée Von der Heydt sous le no  d'inventaire G 0686.